# Jerzy Łapczyński (konsul)
Jerzy Łapczyński – konsul honorowy ZSRR na terenie II Rzeczypospolitej.
Na przełomie lat 20. i 30. XX wieku pełnił funkcję konsula honorowego ZSRR na obszar województw krakowskiego, lubelskiego, lwowskiego, stanisławowskiego, tarnopolskiego, wołyńskiego. Udzielał się w środowisku ukraińskim. Według narodowców ukraińskich we Lwowie, działalność konsula Łapczyńskiego przejawiała się w akcjach sowietofilskich (miał założyć pismo „Rada”, miesięcznik „Nowi Szachi”, podporządkować wpływom sowieckim towarzystwo imienia Szewczenki, działać na rzecz opanowania organizacji Proswita), w związku z czym w listopadzie 1929 we Lwowie miała miejsce demonstracja Ukraińców przeciwko jego działaniom.